# Коле Грасо (Фрозиноне)
Коле Грасо је насеље у Италији у округу Фрозиноне, региону Лацио.
Према процени из 2011. у насељу је живело 33 становника. Насеље се налази на надморској висини од 199 м.